# Dayton (Nowy Jork)
Dayton – miasto w Stanach Zjednoczonych, w stanie Nowy Jork, w hrabstwie Cattaraugus.